# Raïon de Tchernigovka (kraï du Primorié)
Le raïon de Tchernigovka (en russe : Черни́говский райо́н, Tchernigovski raïon) est une subdivision administrative (raïon) et une municipalité (okroug municipal) du kraï du Primorié en Russie. Situé en Extrême-Orient russe dans le kraï de l'Oussouri, il se situe dans la plaine du Khanka dans le centre du Primorié. Son centre administratif est le village de Tchernigovka, et il compte en tout 25 localités. Sa population s'élevait à 26 306 habitants en 2023.

## Géographie
Le raïon de Tchernigovka est situé dans le kraï du Primorié, sujet le plus au sud de l'Extrême-Orient russe, en Mandchourie-Extérieure. Le raïon, qui se trouve dans le centre sud-ouest du Primorié, dans la région naturelle du kraï de l'Oussouri, a une superficie de 1 840,42 km2, dont une superficie forestière est de 0,78 mille km2 et 0,48 mille km2 de terres arables. Le raïon occupe la partie sud-est de la plaine du Khanka et le flanc sud des contreforts de basse montagne des montagnes Bleues.
Le raïon est bordé par quatre subdivisions du Primorié, en étant limitrophe du raïon de Spasskoïe au nord-est, du raïon d'Anoutchino à l'ouest, du raïon de Mikhaïlovka au sud, et du raïon de Khorol à l'ouest et au nord-ouest. La longueur des frontières du raïon est de 193 km.
Une partie de la réserve naturelle du Khanka se trouve dans le raïon.

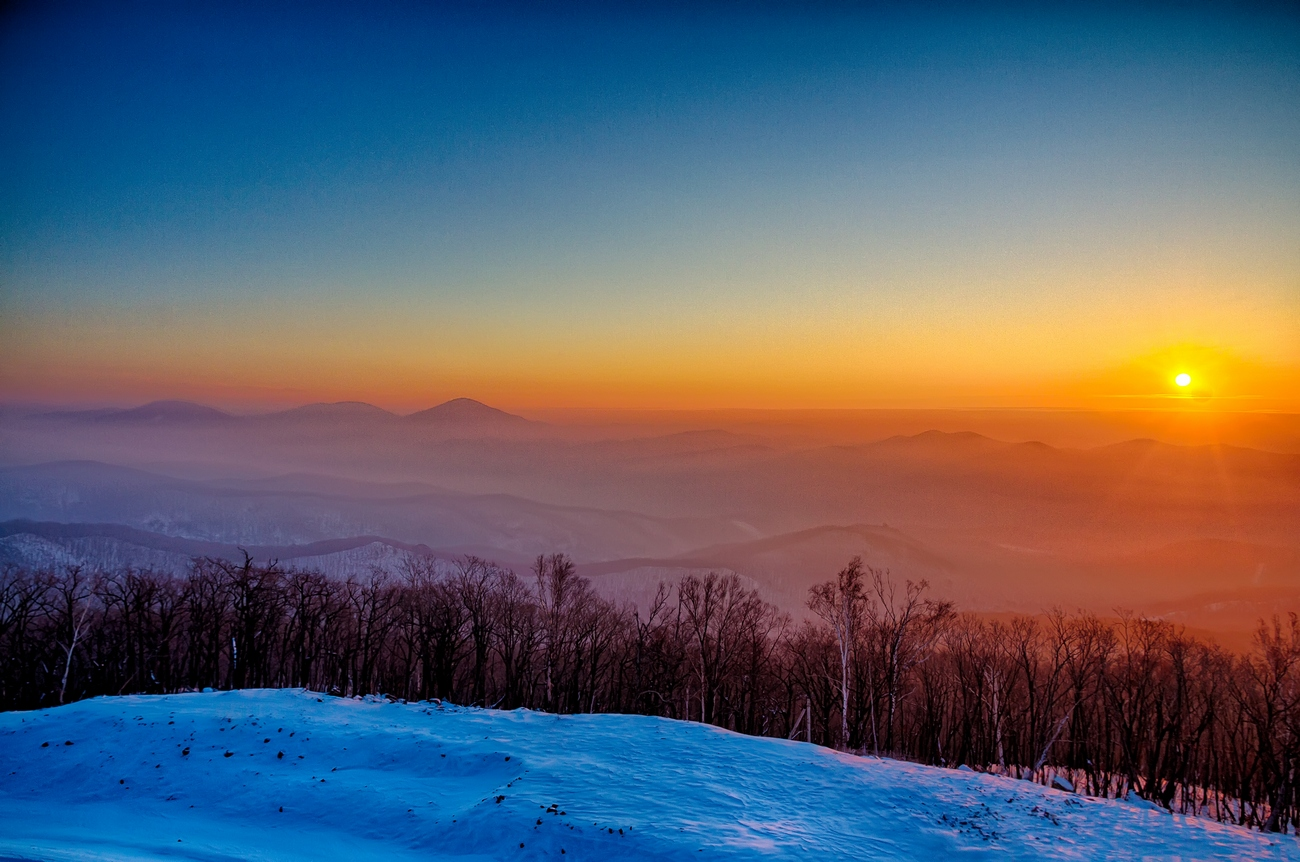
Vue en hiver depuis le mont Tolstaïa (630 m)
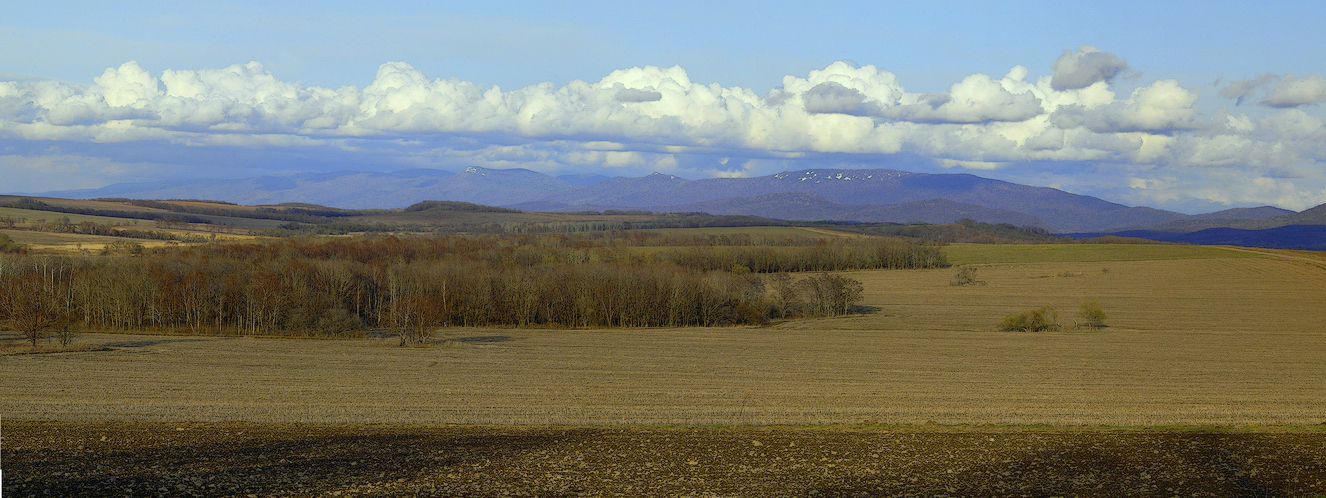
Champ dans le raïon.
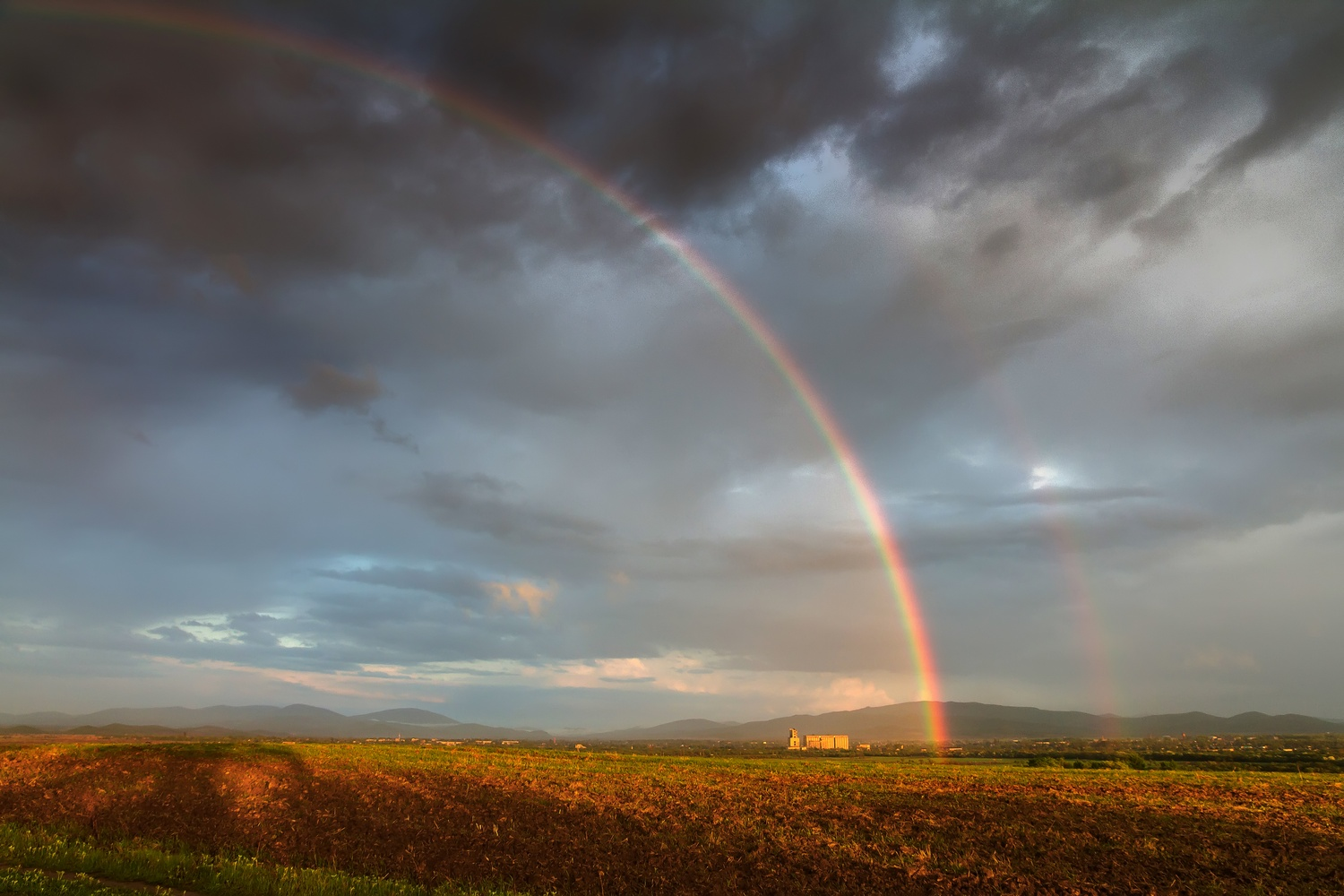
Arc-en-ciel dans le raïon.

## Histoire
Le raïon a été formé par le décret du Présidium du Comité exécutif central panrusse du 4 janvier 1926, avec son centre dans le village de Tchernigovka. Le1er février 1963, en raison de la consolidation des zones rurales, il fut aboli et le territoire fut transféré au raïon de Spassk. Le 12 janvier 1965, le raïon de Tchernigovka est rétabli.

## Démographie
La population du raïon est multiethnique, mais la majorité est composée de Russes et d'Ukrainiens, avec dans une moindre mesure des Coréens, des Biélorusses, des Tatars et d'autres nationalités.
Recensements (*) ou estimations de la population,:
| 1926*  | 1929   | 1931   | 1939*  | 1959*  | 1970*  |
| ------ | ------ | ------ | ------ | ------ | ------ |
| 23 028 | 25 438 | 33 000 | 23 770 | 41 322 | 41 322 |

| 1979*  | 1989*  | 2002*  | 2010*  | 2012   | 2013   |
| ------ | ------ | ------ | ------ | ------ | ------ |
| 41 873 | 45 782 | 39 554 | 36 230 | 35 418 | 34 968 |

| 2014   | 2015   | 2016   | 2017   | 2018   | 2019   |
| ------ | ------ | ------ | ------ | ------ | ------ |
| 34 418 | 34 081 | 33 659 | 33 359 | 32 892 | 32 476 |

| 2020   | 2021*  | 2022   | 2023   | - | - |
| ------ | ------ | ------ | ------ | - | - |
| 32 154 | 26 863 | 26 727 | 26 306 | - | - |

## Localités
Le raïon de Tchernigovka comptait au 29 juin 2023 11 localités, dont une commune urbaine. La localité la plus peuplée était Tchernigovka avec 10 124 habitants au recensement de 2021.
| Liste des localités | Liste des localités  | Liste des localités | Liste des localités         | Liste des localités         |
| N°                  | Localité             | Statut              | Population Recensement 2010 | Population Recensement 2021 |
| ------------------- | -------------------- | ------------------- | --------------------------- | --------------------------- |
| 1                   | Abrajeïevka          | village             | 234                         |                             |
| 2                   | Altynivka            | village             | 397                         |                             |
| 3                   | Vadimovka            | village             | 710                         |                             |
| 4                   | Vassianovka          | village             | 477                         |                             |
| 5                   | Vyssokoïe            | village             | 149                         |                             |
| 6                   | Gorni Khoutor        | village             | 77                          |                             |
| 7                   | Gribnoïé             | village             | 70                          |                             |
| 8                   | Dmitrievka           | village             | 1600                        | 1 302                       |
| 9                   | Iskra                | village             | 124                         |                             |
| 10                  | Kalionovka           | village             | 29                          |                             |
| 11                  | Maïskoïe             | village             | 623                         |                             |
| 12                  | Merkouchevka         | village             | 466                         |                             |
| 13                  | Monastyrchtché       | village             | 5299                        | 3 597                       |
| 14                  | Orekhovo             | village             | 213                         |                             |
| 15                  | Orekhovo-Primorskoïé | gare ferroviaire    | 10                          |                             |
| 16                  | Rettikhovka          | possoliok           | 2148                        |                             |
| 17                  | Svetloïarovka        | pazezd              | 11                          |                             |
| 18                  | Sibirtsevo           | commune urbaine     |                             | 7004                        |
| 19                  | Sibirtsevo-3         | possoliok           | 0                           |                             |
| 20                  | Sini Gaï             | village             | 435                         |                             |
| 21                  | Snegourovka          | village             | 623                         |                             |
| 22                  | Tikhovodnoïe         | gare ferroviaire    | 66                          |                             |
| 23                  | Khalkidon            | village             | 667                         |                             |
| 24                  | Khalkidon            | gare ferroviaire    | 21                          |                             |
| 25                  | Tchernigovka         | village             | 13 046                      | 10 124                      |

## Économie

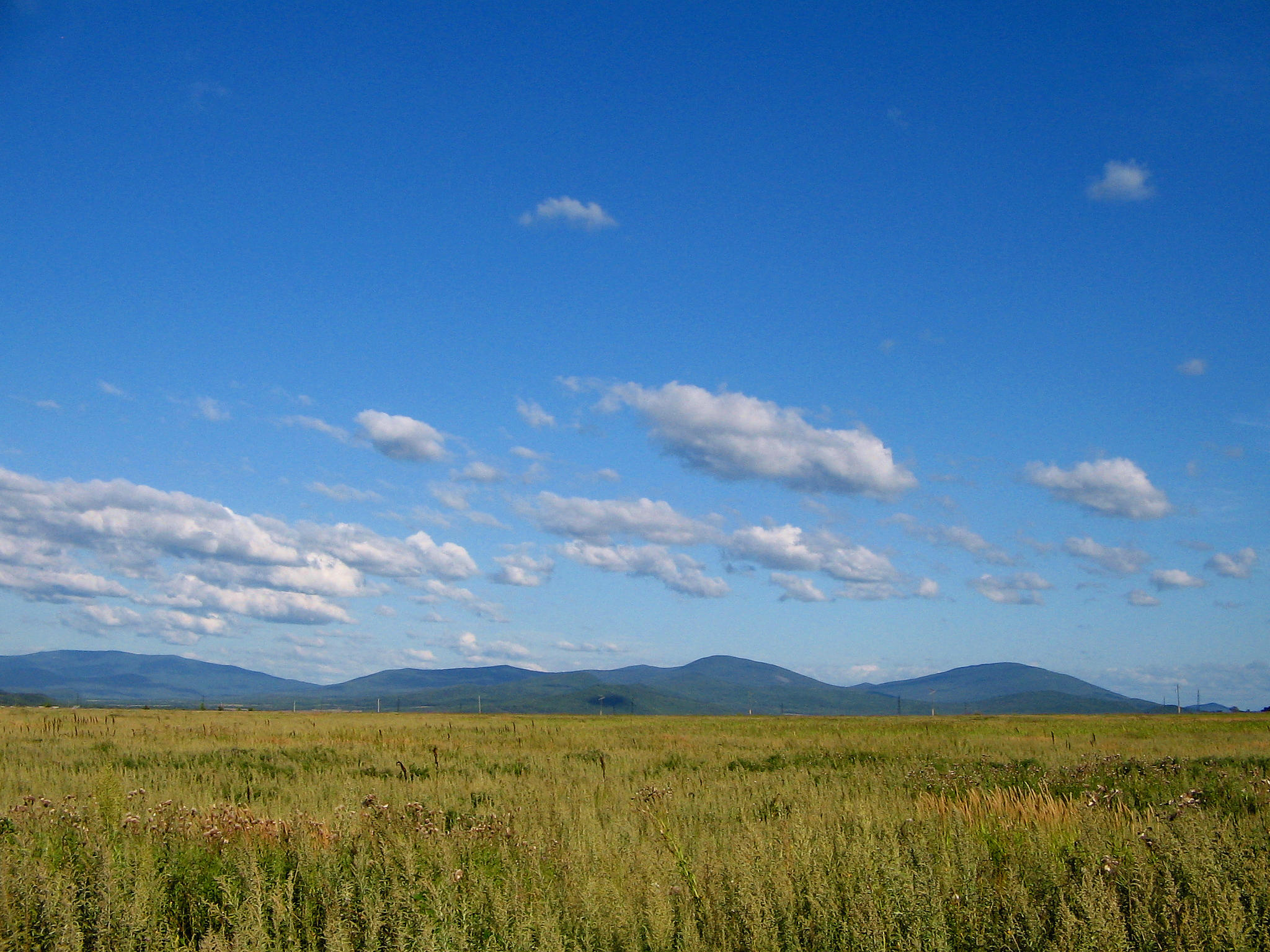
Champ dans le raïon.

Le raïon de Tchernigovka est traversée par la route fédérale A370, qui relie Khabarovsk au nord à Vladivostok au sud, ainsi que par le Transsibérien, avec en particulier la gare de Sibirtsevo. Il y a aussi des lignes ferroviaires de Sibirtsevo à Touri Rog et de Sibirtsevo à Novotchougouïevka.

## Culture locale
La Journée du raïon de Tchernigovka est célébrée chaque année le premier dimanche d'octobre.